# فيرا هينركسن
فيرا هينركسن (بالنرويجية: Vera Henriksen)‏ هي كاتِبة ومؤلفة نرويجية، ولدت في 22 مارس 1927 في أوسلو في النرويج، وتوفيت في 23 مايو 2016.